# Vészhelyzet (3. évad)
Ez az oldal tartalmazza a Vészhelyzet tévésorozat 3. évadja epizódjainak listáját. Ezenfelül megtalálható a vetítés első időpontja az amerikai NBC csatornán.
| Epizód | Évad | Premier              | Tartalom |
| ------ | ---- | -------------------- | --- |
| 48     | 3x1  | 1996. szeptember 26. | (Doctor Carter, I Presume / Carter doktor, ha nem tévedek): Carter gyakornoki ideje egy meglehetősen nehéz feladattal kezdődik: Bentont kell helyettesítenie a Sürgősségi Osztály sebészeti konzulenseként. Jeanie nehéz döntést hoz, miután megtudja, ő is HIV pozitív. |
| 49     | 3x2  | 1996. október 3.     | (Let the Games Begin / Kezdődjék a játék!): Jeanie-nek rá kell jönnie, a betegség gyökeresen megváltoztatja az életét. A kórház dolgozói izgatottan várják az új híreket a kórház jövőjéről, miután felröppen egy pletyka a kórház bezárásáról. |
| 50     | 3x3  | 1996. október 10.    | (Don't Ask, Don't Tell / Nem kérdezünk, nem beszélünk): Susan meghívja Markot, hogy töltsék együtt a szabadságukat Hawaii-n. Az osztályra egyre több menekült érkezik, köztük Maggy Doyle-t és Abby Keatont. Peter úgy dönt, csatlakozik Keaton sebészcsapatához. Carter eltúlozza egy beteg állapotának súlyosságát, hogy megkapja az egyik műtőt. Jeanie megpróbálja titokban tartani a betegségét. |
| 51     | 3x4  | 1996. október 17.    | (Last Call / Az utolsó kör): Dr. Ross kénytelen behozni az osztályra egyik egyéjszakás kalandját, aki epilepsziás tüneteket produkál. Kollégái legnagyobb megdöbbenésére azonban nem emlékszik a lány nevére. Carter tönkreteszi Benton prezentációját, mert kiderül, minden anyag megsemmisült amikor tűz ütött ki a lakásában.                                                                      |
| 52     | 3x5  | 1996. október 31.    | (Ghosts / Szellemek): Doug és Carol megkezdik a mozgó kórház működtetését: egy kis teherautóval járják az utcákat, hogy ellássák a beteg hajléktalanokat. Benton megpróbál kedvesen és barátságosan bánni a gyerekekkel. Gant több tiszteletet vár Bentontól. Mark alig várja, hogy Suzan visszatérjen a nyaralásból.                                                                                 |
| 53     | 3x6  | 1996. november 7.    | (Fear of Flying / Félelem a repüléstől): Markot és Susant helikopterrel szállítják egy baleset helyszínére, ahol egy teljes család sérült meg. |
| 54     | 3x7  | 1996. november 14.   | (No Brain, No Gain / Ésszel él az ember): Benton egy férfi életéért küzd, akiről Doug már kijelentette, hogy meghalt. Sterling nővér egy újabb súlyos hibát követ el. |
| 55     | 3x8  | 1996. november 21.   | (Union Station / A főpályaudvar): Susan utolsó napját tölti az osztályon, Mark pedig egyre bizonytalanabb. Doug sürgetése ellenére még mindig nem meri bevallani Susannek, hogyan érez iránta. Végül az egész várost átkutatja érte, de csak az állomáson éri utol, és bevallja neki, hogy szereti. Susan azonban úgy dönt, elutazik.                                                                 |
| 56     | 3x9  | 1996. december 12.   | (Ask Me No Questions, I'll Tell You No Lies / Ne kérdezz, és én nem hazudok): Mark, miután megtudja, hogy Al HIV pozitív, megszerzi Jeanie titkos aktáit, hogy kiderítse, fertőzött-e. Carter és Keaton egyre nehezebben tudják titokban tartani kapcsolatukat. |
| 57     | 3x10 | 1996. december 19.   | (Homeless for the Holidays / Hajléktalanok): Az osztályon egyre több pletyka kezd kerengeni, miután Kerry és Mark összeülnek, hogy megbeszéljék, hogyan kezeljék a HIV fertőzött alkalmazottakat és azt sugallva Jeanie-nek, hogy hozza nyilvánosságra a betegségét. |
| 58     | 3x11 | 1997. január 16.     | (Night Shift / Éjszakai műszak): Az osztály dolgozói bent töltik a hosszú, hideg éjszakát szinte munka nélkül. Kerry rábeszél néhány embert, hogy vegyenek részt egy tanulmányban az alváshiány hatásairól. |
| 59     | 3x12 | 1997. január 23.     | (Post Mortem / Post Mortem): Carter és Benton nehezen dolgozzák fel Gant halálát, folytatódnak a találgatások, mi is történt valójában. A sürgősségin dolgozó nővérek új szerződésük ellen tiltakozva kivonulnak az osztályról. |
| 60     | 3x13 | 1997. január 30.     | (Fortune's Fools / A sors forgandó): Carol érdeklődni kezd egy rendőrtiszt iránt, aki titkolja veleszületett betegségét. Egy újság riporterével is találkozik, hogy elmondja neki a teljes történetet a hibájáról és következésképpen felfüggesztik. |
| 61     | 3x14 | 1997. február 6.     | (Whose Appy Now? / Kinek a vakbele van soron?): Dr. Ross egy 17 éves súlyos beteget kezel, aki meg akar halni, de még nem elég idős ahhoz, hogy saját maga dönthessen a sorsáról. Mark egyszerre három nőt hív randira, köztük a pszichiáter Nina Pomerantzt is. Jeanie és Greg együtt próbálnak rájönni, ki a felelős az utóbbi időkben történt fertőzésekért.                                       |
| 62     | 3x15 | 1997. február 13.    | (The Long Way Around / A hosszú út): Carol és pár ember, köztük a 10 éves Robert csapdába esnek egy boltban egy kudarcba fulladt rablási kísérletet követően. Carolnak minden orvosi tudására szüksége van, hogy megmentse az egyik rabló és a bolttulajdonos életét. |
| 63     | 3x16 | 1997. február 20.    | (Faith / Hittel, meggyőződéssel): Dr. Greene megpróbál bejuttatni egy beteget egy szívátültetési listára. Carter nem ért egyet Anspaugh egyik diagnózisával. Carol még nem döntötte el, elkezdje-e medikusi tanulmányait. Jad Houston visszatér az osztályra, már elég idősen ahhoz, hogy visszautasítsa a sürgősségi ellátást.                                                                       |
| 64     | 3x17 | 1997. április 10.    | (Tribes / Egy gépezet fogaskerekei): Mark elgondolkodik saját előítéletein, miután azzal vádolják meg, hogy elhanyagolt egy fekete bőrű beteget, hogy elláthasson helyette valaki mást. Amikor Carla bejön az osztályra, Jeanie megtudja, hogy Peter apa lesz. |
| 65     | 3x18 | 1997. április 17.    | (You Bet Your Life / Amire mérget vehet az ember): Carter Anspaugh háta mögött intézkedik, egész rezidensi állását kockára téve. Carol összeszólalkozik Doyle-lal, mert zavarja, hogy egy 25 éves gyakornok parancsolgat neki. |
| 66     | 3x19 | 1997. április 24.    | (Calling Dr. Hathaway / Hathaway doktornő): Carolt válaszút elé állítja vizsgaeredménye: folytassa-e a nővéri munkát, vagy kezdjen orvosi tanulmányokat. |
| 67     | 3x20 | 1997. május 1.       | (Random Acts / Hirtelen döntések): Az egész osztály felháborodik, amikor egy ismeretlen támadó súlyosan bántalmazza Dr. Greent. Dr. Ross egy gazdag családból származó fiút lát el, amikor Carol meggyanúsítja, hogy kivételezik a beteggel. |
| 68     | 3x21 | 1997. május 8.       | (Make a Wish / Születésnapi jókívánságok): Mark fizikailag és érzelmileg is megtörten tér vissza dolgozni. Carla 4 héttel korábban szüli meg kisfiát. Doug szülinapi partit rendez Carolnak. Carternek kétségei támadnak a jövőjét illetően. |
| 69     | 3x22 | 1997. május 15.      | (One More for the Road / Búcsúpohár): Mark még mindig nem heverte ki az őt ért támadást, ezért önvédelmi célból beszerez egy fegyvert. Carter úgy dönt, a jövője a sürgősségi ellátásban és nem a sebészetben van azonban erről Anspaugh-t is meg kell győznie. |